# Mirandela
Mirandela es una ciudad portuguesa situada en las márgenes del río Túa, perteneciente al distrito de Braganza, en la región de Trás-os-Montes (Norte) y la comunidad intermunicipal Tierras de Trás-os-Montes, con cerca de 15 000 habitantes.

## Geografía
Es sede de un municipio con 658,45 km² de área y 21 394 habitantes (2021), subdividido en treinta freguesias. El municipio limita al norte con el municipio de Vinhais, al este con Macedo de Cavaleiros, al sur con Vila Flor y con Carrazeda de Ansiães y al oeste con Murça y Valpaços.

### Clima
| Parámetros climáticos promedio de Mirandela, elevación: 250 m (normales 1971-2000) | Parámetros climáticos promedio de Mirandela, elevación: 250 m (normales 1971-2000) | Parámetros climáticos promedio de Mirandela, elevación: 250 m (normales 1971-2000) | Parámetros climáticos promedio de Mirandela, elevación: 250 m (normales 1971-2000) | Parámetros climáticos promedio de Mirandela, elevación: 250 m (normales 1971-2000) | Parámetros climáticos promedio de Mirandela, elevación: 250 m (normales 1971-2000) | Parámetros climáticos promedio de Mirandela, elevación: 250 m (normales 1971-2000) | Parámetros climáticos promedio de Mirandela, elevación: 250 m (normales 1971-2000) | Parámetros climáticos promedio de Mirandela, elevación: 250 m (normales 1971-2000) | Parámetros climáticos promedio de Mirandela, elevación: 250 m (normales 1971-2000) | Parámetros climáticos promedio de Mirandela, elevación: 250 m (normales 1971-2000) | Parámetros climáticos promedio de Mirandela, elevación: 250 m (normales 1971-2000) | Parámetros climáticos promedio de Mirandela, elevación: 250 m (normales 1971-2000) | Parámetros climáticos promedio de Mirandela, elevación: 250 m (normales 1971-2000) |
| Mes                                                                                | Ene.                                                                               | Feb.                                                                               | Mar.                                                                               | Abr.                                                                               | May.                                                                               | Jun.                                                                               | Jul.                                                                               | Ago.                                                                               | Sep.                                                                               | Oct.                                                                               | Nov.                                                                               | Dic.                                                                               | Anual                                                                              |
| ---------------------------------------------------------------------------------- | ---------------------------------------------------------------------------------- | ---------------------------------------------------------------------------------- | ---------------------------------------------------------------------------------- | ---------------------------------------------------------------------------------- | ---------------------------------------------------------------------------------- | ---------------------------------------------------------------------------------- | ---------------------------------------------------------------------------------- | ---------------------------------------------------------------------------------- | ---------------------------------------------------------------------------------- | ---------------------------------------------------------------------------------- | ---------------------------------------------------------------------------------- | ---------------------------------------------------------------------------------- | ---------------------------------------------------------------------------------- |
| Temp. máx. abs. (°C)                                                               | 19.5                                                                               | 22.0                                                                               | 26.0                                                                               | 31.5                                                                               | 35.7                                                                               | 40.0                                                                               | 41.9                                                                               | 41.0                                                                               | 40.2                                                                               | 32.7                                                                               | 26.6                                                                               | 21.6                                                                               | 41.9                                                                               |
| Temp. máx. media (°C)                                                              | 9.9                                                                                | 13.5                                                                               | 17.0                                                                               | 18.8                                                                               | 22.7                                                                               | 27.9                                                                               | 31.8                                                                               | 31.8                                                                               | 27.9                                                                               | 21.1                                                                               | 14.8                                                                               | 11.3                                                                               | 20.7                                                                               |
| Temp. media (°C)                                                                   | 5.5                                                                                | 7.9                                                                                | 10.4                                                                               | 12.4                                                                               | 15.9                                                                               | 20.4                                                                               | 23.7                                                                               | 23.4                                                                               | 20.3                                                                               | 15.0                                                                               | 9.8                                                                                | 7.1                                                                                | 14.3                                                                               |
| Temp. mín. media (°C)                                                              | 1.2                                                                                | 2.2                                                                                | 3.8                                                                                | 6.1                                                                                | 9.1                                                                                | 12.9                                                                               | 15.6                                                                               | 15.0                                                                               | 12.6                                                                               | 8.7                                                                                | 4.7                                                                                | 2.9                                                                                | 7.9                                                                                |
| Temp. mín. abs. (°C)                                                               | −7.7                                                                               | −8.0                                                                               | −6.0                                                                               | −2.7                                                                               | 0.0                                                                                | 3.5                                                                                | 6.6                                                                                | 7.0                                                                                | 3.5                                                                                | −3.0                                                                               | −9.8                                                                               | −7.5                                                                               | −8.0                                                                               |
| Precipitación total (mm)                                                           | 59.2                                                                               | 47.0                                                                               | 30.2                                                                               | 44.4                                                                               | 49.9                                                                               | 31.7                                                                               | 17.8                                                                               | 13.4                                                                               | 28.8                                                                               | 60.3                                                                               | 53.9                                                                               | 72.0                                                                               | 508.6                                                                              |
| Días de precipitaciones (≥ 0.1 mm)                                                 | 10.3                                                                               | 9.5                                                                                | 8.1                                                                                | 9.8                                                                                | 10.0                                                                               | 6.3                                                                                | 3.1                                                                                | 3.0                                                                                | 5.2                                                                                | 9.1                                                                                | 8.5                                                                                | 10.0                                                                               | 92.9                                                                               |
| Horas de sol                                                                       | 78.3                                                                               | 124.0                                                                              | 193.7                                                                              | 205.0                                                                              | 245.6                                                                              | 286.0                                                                              | 344.1                                                                              | 322.6                                                                              | 245.0                                                                              | 174.4                                                                              | 113.4                                                                              | 75.5                                                                               | 2407.6                                                                             |
| Fuente: Instituto Português do Mar e da Atmosfera                                  |                                                                                    |                                                                                    |                                                                                    |                                                                                    |                                                                                    |                                                                                    |                                                                                    |                                                                                    |                                                                                    |                                                                                    |                                                                                    |                                                                                    |                                                                                    |

### Demografía
| Gráfica de evolución demográfica de Mirandela entre 1849 y 2021 |
|                                                                 |
| Datos según el nomenclátor publicado por el INE portugués.      |

### Freguesias
Las freguesias de Mirandela son las siguientes:
- Abambres
- Abreiro
- Aguieiras
- Alvites
- Avantos e Romeu
- Avidagos, Navalho e Pereira
- Barcel, Marmelos e Valverde da Gestosa
- Bouça
- Cabanelas
- Caravelas
- Carvalhais
- Cedães
- Cobro
- Fradizela
- Franco e Vila Boa
- Frechas
- Freixeda e Vila Verde
- Lamas de Orelhão
- Mascarenhas
- Mirandela
- Múrias
- Passos
- São Pedro Velho
- São Salvador
- Suçães
- Torre de Dona Chama
- Vale de Asnes
- Vale de Gouvinhas
- Vale de Salgueiro
- Vale de Telhas

## Historia
Alfonso III hizo una carta de foral el 25 de mayo de 1250. Fue elevada a ciudad el 28 de junio de 1984.